# دائرة وادي الفضة
دائرة وادي الفضة إحدى دوائر ولاية الشلف عاصمتها وادي الفضة. وتضم كل من بلديات:
- وادي الفضة
- بني راشد
- أولاد عباس